# Open Live Writer
Open Live Writer (también conocido como OLW) es una aplicación de escritorio para publicación de blogs liberada por la Fundación .NET. Es un fork de Windows Live Writer 2012, que fuera desarrollado por Microsoft y parte de los productos Windows Live. Open Live Writer incluye edición WYSIWYG, funcionalidades para publicación de fotos y mapas, y actualmente es compatible con WordPress (autoalojado), Blogger, y WordPress.com, con planes para soportar más plataformas en el futuro.  El código fuente del software está disponible en GitHub bajo Licencia MIT.

## Historia

### Windows Live Writer
Open Live Writer es un fork de Windows Live Writer, el cual está basado en Onfolio Writer, un producto obtenido por Microsoft  gracias a la adquisición de Onfolio en 2006. El equipo de Onfolio Writer trabajó en conjunto con Windows Live Spaces para crear Windows Live Writer. Tras la publicación de Windows 8, el equipo responsable del software se centró a petición de Microsoft en el desarrollo de Metro style apps, por lo que la última versión mayor de Windows Live Writer fue publicada en el 2012.
El 12 de junio de 2014, Scott Hanselman anunció la idea de convertir Windows Live Writer en un programa open source. Aproximadamente un año después, al parecer la liberación del código del programa fue aceptada por Microsoft. Más tarde el mismo año, la Fundación .NET anunció un fork de código abierto de Windows Live Writer.

### Anuncio inicial
El 9 de diciembre de 2015, Scott Hanselman anunció la bifurcación de Microsoft Windows Live Writer como un proyecto de código abierto llamado Open Live Writer. El anuncio aclaraba que el Windows Live Writer 2012 original continuaría siendo propiedad de Microsoft y seguiría siendo ofrecido como parte de Windows Essentials mientras que Open Live Writer sería desarrollado independientemente como un proyecto separado de la Fundación .NET. Una versión de prueba de la aplicación fue ofrecida ese mismo día al mismo tiempo que el código fuente en GitHub.

### Historial de versiones
| Versión | Fecha de publicación   | Notas |
| ------- | ---------------------- | --- |
| 0.5.0.0 | 9 de diciembre de 2015 | - Liberación pública inicial. - Relativamente sin cambios desde Windows Live Writer 2012 con las siguientes características removidas:Comprobación de ortografía, soporte para sistemas operativos más antiguos que Windows 10, "Blog This" API, Albums feature. - Plataformas soportadas para publicación: WordPress.com, Wordpress autoalojado, Blogger. |
| 0.6     | TBD                    | - Bug fixes - Mejoras basadas en comentarios de usuarios. |
| 1.0     | TBD                    | - Feature parity with Windows Live Essentials 2012 - Soporte multilenguaje - Soporte para más plataformas de publicación, incluyendo TypePad y LiveJournal - Soporte para sistemas operativos Windows antiguos. Planeado para Windows 7 y Windows 8.x - Soporte para Test Suite - Habilidad para buscar y reemplazar texto                                 |
| 1.0.1   | TBD                    | - Bug fixes |
| 1.1     | TBD                    | - Soporte para Autentificación de Azure Active Directory (AAD) - Soporte para más plataformas de publicación (Facebook y Twitter) - Soporte para edición Markdown |
| 2.0     | TBD                    | - Actualización mayor con características por determinar |